# Liberalno-demokratska partija (Srbija)
Liberalno-demokratska partija je liberalna parlamentarna stranka u Srbiji. Osnovana je 5. studenog 2005. godine u Beogradu. Za prvog predsjednika stranke izabran je Čedomir Jovanović, bivši potpredsjednik Vlade Srbije i Demokratske stranke. Za članove predsjedništva na osnivačkoj skupštini izabrani su Nenad Prokić, Nikola Samardžić, Branislav Lečić, Đorđe Đukić. Stranka je nastala iz Liberalno-demokratske frakcije Demokratske stranke. Osnivačka skupština je održana u beogradskom Domu omladine.
2007. se u stranku utopio Građanski savez Srbije, kada je Nataša Mićić izabrana za potpredsjednicu stranke, a Vesna Pešić za predsjednicu Političkog savjeta.
Liberalno-demokratska partija ima 12 poslanika u Skupštini Srbije.
Javnost je podijeljena u Srbiji prema LDP-u. Njezine pristalice smatraju da je ona reformistička, proeuropska stranka, koja se zalaže za europske i civilizacijske vrijednosti, dok njeni protivnici govore kako ona nije domoljubna stranka, pa čak i izdajnička.

## Sudjelovanje na izborima
Na izvanrednim parlamentarnim izborima, 21. siječnja 2007. godine, LDP je u koalicijskom nastupu osvojila 15 zastupničkih mjesta. 
Na izborima za predsjednika Srbije, 20. siječnja 2008. godine, Čedomir Jovanović osvojio je 220.000 glasova ili nešto više od 5%.

## Vanjske poveznice
- Liberalno-demokratska partija - službene stranice